# سازمان خبات انقلابی کردستان ایران
سازمان خبات کردستان ایران (کردی: سازمانی خه‌باتی کوردستانی ئێران) یک سازمان سیاسی و نظامی در کردستان ایران است که در ۵ شهریور ۱۳۵۹ خورشیدی به رهبری جلال‌الدین حسینی روحانی اهل تسنن کُرد ایران و با کمک چند تن از استادان دینی تأسیس شد. نام این سازمان در ابتدا سازمان مبارزهٔ ملی و اسلامی کردستان ایران (خبات) بود. اما در جریان سومین کنگرهٔ سازمان در سال ۱۳۸۳ که در شهر توبزاوا (رزگاری) در نزدیکی اربیل در کردستان عراق برگزار شد، نام آن به سازمان خبات کردستان ایران تغییر یافت.

## تاریخچه
سازمان خبات در سال 1359 توسط شیخ جلال الدین حسینی از شیوخ برجسته کردستان ایران وتعدادی دیگر از استادان مذهبی کردستان تاسیس شد و اولین کنگره خود را با نام کنگره موسس در بانه برگزار کرد از همان ابتدا تاسیس به فعالیت مسلحانه بر علیه حکومت جمهوری اسلامی پرداخت و هدف خود را برقراری یک حکومت خودمختار در کردستان ایران اعلام کرد
هفت سال پس از تأسیس سازمان خبات با عقب نشینی از کردستان ایران به کردستان  عراق با مشکلات داخلی متعددی مواجه شد. اختلافاتی بین دو شخصیت برجسته سازمان، شیخ جلال حسینی و ملاخدر عباسی، به وجود آمد در نهایت در سال 1366 ملاخدر عباسی به همراه شش تن دیگر از اعضای رهبری از جمله عثمان حسینی، طه مینایی، بیاض رسولی، رشید احمدی، علی عزیزی و ملا حمید معروفی جدایی خود را از سازمان خبات اعلام کردند و سازمان مبارزه ملی و انقلاب اسلامی کردستان را تأسیس کردند.